# Åfjord
Åfjord é uma comuna da Noruega, com 955 km² de área e 3 322 habitantes (censo de 2004).